# Hana Křížková
Hana Křížková (* 15. srpna 1957 Strakonice) je česká herečka a zpěvačka. Poprvé se na profesionální scéně objevila na hostování ve skupině Metronom roku 1982. Dále také nějakou dobu[ujasnit] působila na hudební scéně s Karlem Černochem.

## Filmografie
- Dědictví aneb Kurvaseneříká – 2014
- Sanitka 2 – 2013
- Doktor od jezera hrochů – 2010
- Dracula (divadelní záznam) – 2009
- Ošklivka Katka – 2008
- Ordinace v růžové zahradě – 2005
- Monte Cristo – 2002
- Andělská tvář – 2001
- Mňága – Happy End – 1996

## Diskografie
- Jak asi voni štěstí
- Blues . Jazz . Swing...
- Co se tak svítí v Betlémě...
- Zpověď